# Čavnovka
Čavnovka (také Velika Promina, 1148 m n. m.) je nejvyšší hora vápencového pohoří Promina v severní části chorvatské Dalmácie. Nachází se na území Šibenicko-kninské župy asi 7 km severně od měsa Drniš a 13 km jižně od města Knin. Na vrcholu jsou pozůstatky bývalého vojenského komplexu a dva telekomunikační vysílače. Vrcholový sloup stojí uvnitř uzavřeného areálu a není přístupný. Na úbočí hory se nachází chata Promina, od které vede na vrchol silnička. Hora byla během války zaminována, takže pohyb mimo zmíněnou silničku se nedoporučuje.

## Přístup
- Lišnjak → Planinarski dom Promina → Čavnovka (2:00 h)
- Siverić → Planinarski dom Promina → Čavnovka (2:30 h)